# 雷弗倫斯群島
68°12′S 67°10′W / 68.200°S 67.167°W
雷弗倫斯群島（英語：Reference Islands），是南極洲的群島，位於葛拉漢地西岸的法利埃海岸，處於內尼島西端西北面3.7公里和米勒蘭島東南面2.8公里的瑪格麗特灣，在1936年由英國探險隊繪入地圖，現時由南極條約體系管理。